# Rádióhullámok terjedése rossz hullámvezető közegben
A rádióhullámok gyakorlati alkalmazása során sokszor előfordul, hogy a terjedés nyomvonala nem ideális közegben történik. A gyakorlatban rossz hullámvezető közegnek számítanak az épületek, erdők, vagy bármilyen tereptárgy, ami a terjedés útvonalára esik. Nagyobb frekvenciákon a köd, eső is jelentős hatást gyakorol a terjedésre.
Olyan alkalmazásokban, ahol az átvitel a talaj vagy a víz szintje alatt történik, ott elengedhetetlen a rossz hullámvezető közegben való terjedés folyamatának ismerete.

## A rossz hullámvezető közeg definíciója[1]
A rosszul vezető közegek két paraméterrel jellemezhetőek:
- ε: dielektromos tényező (F/m)
- σ: fajlagos ellenállás (S/m)

Az rosszul vezető közegben a terjedés során a rádióhullámok energiája elnyelődik, az elnyelődés során örvényáramok lépnek fel a közegben. Kétféle örvényáramot különböztetünk meg, eltolási és vezetési áramot. Az eltolási és vezetési áramok áramsűrűségének aránya a következőképp írható fel:
{\displaystyle {\frac {J_{elt}}{J_{vez}}}={\frac {2\pi \epsilon \epsilon _{0}}{\lambda \sigma }}={\frac {\epsilon }{60\lambda \sigma }}}
A rossz hullámvezető közegben történő terjedés leírásáhaz az álábbi két tényező használható:
{\displaystyle n={\sqrt {{\frac {1}{2}}{\biggl (}\epsilon +{\sqrt {\epsilon ^{2}+(60\lambda \sigma )^{2}}}{\biggr )}}}}
{\displaystyle p={\sqrt {{\frac {1}{2}}{\biggl (}-\epsilon +{\sqrt {\epsilon ^{2}+(60\lambda \sigma )^{2}}}{\biggr )}}}}

## Terjedés rossz hullámvezető közegben[1]
A rádióhullámok rossz hullámvezető közegben való terjedés során megtartják merőleges struktúrájukat.
A rossz hullámvezető közegben elnyelés lép fel. Az elnyelés annál nagyobb, minél jobb elektromos vezetéssel rendelkezik a közeg. Ha Jvez>>Jelt, akkor a csillapítás a következő egyszerűsített alakkal írható fel:
{\displaystyle \delta =2\pi {\sqrt {\frac {30\sigma }{\lambda }}}={\frac {\omega }{c}}p}
tehát az elnyelés növekszik a közeg fajlagos vezetésének növekedésével és a hullámhossz csökkenésével.
Rossz hullámvezető közegben a terjedési sebesség
{\displaystyle v={\frac {c}{n}}}
Rossz hullámvezető közegben a terjedés során az elektromos és a mágneses tér között időben
{\displaystyle \phi _{V}=arctg{\frac {p}{n}}}
térben pedig
{\displaystyle \phi _{T}=\lambda _{B}\phi _{V}}
fázistolás lép fel.
A rossz hullámvezető közegben a hullámhossz mindig kisebb, mint vákuumban, vagy levegőben:
{\displaystyle \lambda _{B}={\frac {\lambda }{n}}}
Mivel az n értéke frekvenciafüggő, így a terjedési sebesség is frekvenciafüggő. Az ilyen közegeket diszpergáló közegnek is nevezzük. A jel diszpergáló közegben való terjedését a jelalak torzulása is kíséri. A hullám energiájának terjedése ettől eltérő, úgynevezett csoportsebességgel megy végbe:
{\displaystyle v_{cs}={\frac {c}{n+{\frac {n}{\omega }}}}}